# Jørgen Engelbrecht
Jørgen Engelbrecht (født 24. april 1946 i Hvidovre, Danmark) er en dansk tidligere roer.
Engelbrecht deltog i dobbeltsculler ved OL 1972 i München, som makker til Niels Henry Secher. Danskerne sluttede på en fjerdeplads i finalen, besejret med næsten 10 sekunder af bronzevinderne fra Østtyskland.
Engelbrecht og Secher vandt desuden VM-guld i dobbeltsculler ved VM 1970 i Canada.